# Panenská Rozsíčka
Panenská Rozsíčka (en allemand : Jungfern Rositschka) est une commune du district de Jihlava, dans la région de Vysočina, en République tchèque. Sa population s'élevait à 245 habitants en 2024.

## Géographie
Panenská Rozsíčka se trouve à 5 km au sud-est de Třešť, à 18 km au sud-sud-est de Jihlava et à 121 km au sud-est de Prague.
La commune est limitée par Třešť au nord, par Pavlov à l'est, par Nevcehle et Sedlejov au sud, et par Hodice à l'ouest.

## Histoire
La première mention écrite de la localité date de 1351.

## Transports
Par la route, Panenská Rozsíčka se trouve à 6,5 km de Třešť, à 22,5 km de Jihlava et à 151 km de Prague.